# وربن (شپروالد)
وربن (به آلمانی: Werben) یک شهر در آلمان است که در اشپری-نایسه واقع شده‌است. وربن ۱٬۸۴۲ نفر جمعیت دارد.